# Німеччина на Європейських іграх 2015
Німеччина на перших Європейських іграх у Баку була представлена 264 атлетами.

## Медалісти
| Медаль | Спортсмен | Спорт                           | Дисципліна                                        |
| ------ | --- | ------------------------------- | ------------------------------------------------- |
| Золото | Макс Гофф | Веслування на байдарках і каное | K1-1000 м (чоловіки)                              |
| Золото | Себастьян Брендель | Веслування на байдарках і каное | C1-1000 м (чоловіки)                              |
| Золото | Хань Їн Шань Сяона Петрісса Солья | Настільний теніс                | Жіноча команда                                    |
| Золото | Макс Гофф | Веслування на байдарках і каное | K1-5000 м                                         |
| Золото | Генрі Юнгхенель | Стрільба                        | 50 м гвинтівка, лежачи (чоловіки)                 |
| Золото | Каріна Вінтер | Стрільба з лука                 | Індивідуальні (жінки)                             |
| Золото | Дмитро Овчаров | Настільний теніс                | Одиночки (чоловіки)                               |
| Золото | Луїза Ставчинська Заскія Оеттінгаус | Стрибки у воду                  | Синхронний трамплін 3 м (жінки)                   |
| Золото | Фабіан Гамбюхен | Гімнастика                      | Колода (чоловіки)                                 |
| Золото | Крістіан Райц | Стрільба                        | Скорострільний пістолет 25 м (чоловіки)           |
| Золото | Крістіан Райц Моніка Карш | Стрільба                        | Пневматичний пістолет 10 м (змішані)              |
| Золото | Пауль Гентшель | Плавання                        | 400 м вільним стилем (чоловіки)                   |
| Золото | Юлія Мрожинська | Плавання                        | 200 м батерфляєм (жінки)                          |
| Золото | Мартина Трайдос | Дзюдо                           | До 63 кг (жінки)                                  |
| Золото | Максим Волтерс | Плавання                        | 200 м комлексне плавання                          |
| Золото | Крістіан Фромм Себастьян Кюнер Денис Каліберда Маркус Боме Йохен Шепс Лукас Кампа Фердинанд Тіллє Том Штробах Тім Брошог Ян Ціммерманн Міхаель Андрай Б'йорн Хьоне Маттьяс Помпе Фалько Штайнке | Волейбол                        | Чоловічий турнір                                  |
| Срібло | Джонатан Горн | Карате                          | Понад 84 кг (чоловіки)                            |
| Срібло | Франціска Вебер Конні Вассмут Верена Гантль Тіна Дітце | Веслування на байдарках і каное | K4-500 м (жінки)                                  |
| Срібло | Макс Рендшмідт Маркус Гросс | Веслування на байдарках і каное | K2-1000 м (чоловіки)                              |
| Срібло | Леах Гріссер Софі Шедер Елізабет Зайтц | Гімнастика                      | Комплексні командні (жінки)                       |
| Срібло | Рональд Рауе Том Лібшер | Веслування на байдарках і каное | K2-200 м (чоловіки)                               |
| Срібло | Марсель Евальд | Боротьба                        | До 57 кг вільним стилем (чоловіки)                |
| Срібло | Луїза Ставчинська | Стрибки у воду                  | Трамплін 1 м (жінки)                              |
| Срібло | Фабіан Гамбюхен | Гімнастика                      | Вільні вправи (чоловіки)                          |
| Срібло | Софі Шедер | Гімнастика                      | Нерівні бруси (жінки)                             |
| Срібло | Лаура Кельш | Плавання                        | 50 м брасом (жінки)                               |
| Срібло | Леоні Кульманн | Плавання                        | 400 м вільним стилем (жінки)                      |
| Срібло | Максим Волтерс | Плавання                        | 200 м кролем на спині (жінки)                     |
| Срібло | Марек Ульріх | Плавання                        | 50 м кролем на спині (чоловіки)                   |
| Срібло | Лаура Варгас-Кох | Дзюдо                           | До 70 кг (жінки)                                  |
| Срібло | Луїз Мальцан | Дзюдо                           | До 78 кг (жінки)                                  |
| Срібло | Ясмін Кюльбс | Дзюдо                           | Понад 78 кг (жінки)                               |
| Срібло | Шаундра Дідріх Франціска Конітц Мареен Краех Луїз Мальцан Мір'ям Ропер Мартина Трайдос Лаура Варгас-Кох Віола Ваехтер                                                                           | Дзюдо                           | Жіноча команда                                    |
| Бронза | Франк Штеблєр | Боротьба                        | Греко-римська до 71 кг                            |
| Бронза | Расмін Азізсір | Боротьба                        | Греко-римська до 84 кг                            |
| Бронза | Пітер Кретшмер Міхаел Мюллер | Веслування на байдарках і каное | C2 1000 м (чоловіки)                              |
| Бронза | Левент Тункат | Тхеквондо                       | До 58 кг                                          |
| Бронза | Елін Фокен | Боротьба                        | До 69 кг (жінки)                                  |
| Бронза | Барбара Енгледер | Стрільба                        | Пневматичний пістолет 10 м (жінки)                |
| Бронза | Елена Вассен | Стрибки у воду                  | Платформа 10 м (жінки)                            |
| Бронза | Фрітьйов Зайдель Ніко Герцог | Стрибки у воду                  | Синхронний трамплін 3 м (чоловіки)                |
| Бронза | Мартін Громовський Кирило Зонн | Гімнастика                      | Синхронний трамплін (чоловіки)                    |
| Бронза | Моніка Карш | Стрільба                        | Пістолет 25 м (жінки)                             |
| Бронза | Саскія Оеттінгаус | Стрибки у воду                  | Трамплін 3 м (жінки)                              |
| Бронза | Олівер Гайс | Стрільба                        | Скорострільний пістолет 25 м (чоловіки)           |
| Бронза | Константин Волтер Александер Ломер Леоні Кульманн Катрін Готтвальт | Плавання                        | 4 × 100 м еставета вільним стилем (змішані)       |
| Бронза | Себастьян Зайдль | Дзюдо                           | До 66 кг (чоловіки)                               |
| Бронза | Мареен Крех | Дзюдо                           | До 52 кг (жінки)                                  |
| Бронза | Мір'ям Ропер | Дзюдо                           | До 57 кг (жінки)                                  |
| Бронза | Ромона Бруссіг | Дзюдо                           | До 57 кг з вадами зору (жінки)                    |
| Бронза | Сара Шойрих | Бокс                            | До 75 кг (жінки)                                  |
| Бронза | Хамза Тоуба | Бокс                            | До 49 кг (чоловіки)                               |
| Бронза | Кастріот Сопа | Бокс                            | До 64 кг (чоловіки)                               |
| Бронза | Азізе Німані | Бокс                            | До 54 кг (жінки)                                  |
| Бронза | Ричард Хюберс Б'йорн Хюбнер Максимільян Кіндлер Робін Шрьодтер | Фехтування                      | Командна шабля (чоловіки)                         |
| Бронза | Александер Верчечак | Дзюдо                           | До 81 кг (чоловіки)                               |
| Бронза | Шаундра Дідріх | Дзюдо                           | До 70 кг (жінки)                                  |
| Бронза | Максин Волтерс Лео Шмідт Йоханнес Теш Катрін Готтвальд | Плавання                        | 4 × 100 м естафета, комплексне плавання (змішані) |
| Бронза | Геннінг Муехляйтнер | Плавання                        | 800 м вільним стилем (чоловіки)                   |
| Бронза | Леоні Кольманн | Плавання                        | 200 м вільним стилем (жінки)                      |
| Бронза | Марек Ульріх | Плавання                        | 100 м кролем на спині (чоловіки)                  |
| Бронза | Геннінг Муехляйтнер Пауль Гентшель Константин Волтер Морітц Брандт | Плавання                        | 4 × 100 м еставета вільним стилем (чоловіки)      |
| Бронза | Ташина Бугар | Бокс                            | До 60 кг (жінки)                                  |
| Бронза | Андреас Гайнц Рафаель Бек | Бадмінтон                       | Двійки (чоловіки)                                 |
| Бронза | Дітер Домке | Бадмінтон                       | Одиночки (чоловіки)                               |
| Бронза | Кіра Каттенбек Рафаель Бек | Бадмінтон                       | Двійки (змішані)                                  |